# Avela diversa
Avela diversa là một loài bướm đêm thuộc phân họ Arctiinae, họ Erebidae.